# Pays du Der
Pour les articles homonymes, voir Der.
Le Pays du Der est une région naturelle relevant de la Champagne humide. Son chef-lieu est Montier-en-Der. 

## Géographie et toponymie
Cette région naturelle était une plaine marécageuse couverte d'une immense forêt où dominait le chêne (la forêt du Der, Foresta Dervus en 662 dans le cartulaire du monastère de Montier-en-Der), d'où son nom issu du gaulois dervos « chêne ». L'étymon indo-européen *deru- (avec le sens polysémique de solide, ferme comme un arbre) se retrouve en effet dans le sens de chêne, l'arbre par excellence, dans le gaulois dervos.
La forêt du Der fut partiellement défrichée à l'initiative de Berchaire, qui fonda vers 673 le monastère, et dont les moines asséchèrent les marécages. Cette forêt a été amputée de 1 000 hectares en 1974 par la création du lac du Der-Chantecoq. 
De nos jours, la Communauté de communes du pays du Der regroupe les communes de Montier-en-Der, Ceffonds, Droyes, Frampas, Laneuville-à-Rémy, Longeville-sur-la-Laines, Louze, Planrupt, Puellemontier, Robert-Magny, Thilleux et Sommevoire.

## Les églises à pans de bois du pays du Der
Le pays du Der présente une curiosité architecturale unique en France par le nombre d'églises à pans de bois que l'on peut voir à : 
- Arrigny
- Bailly-le-Franc
- Châtillon-sur-Broué
- Chauffour-lès-Bailly (à l'écart du pays du Der)
- Drosnay
- Juzanvigny
- Lentilles
- Longsols
- Mathaux
- Morembert
- Outines
- Pars-lès-Chavanges
- Sainte-Marie-du-Lac-Nuisement (2 églises)
- Saint-Léger-sous-Margerie
- Soulaines-Dhuys (chapelle)

Églises à pans de bois
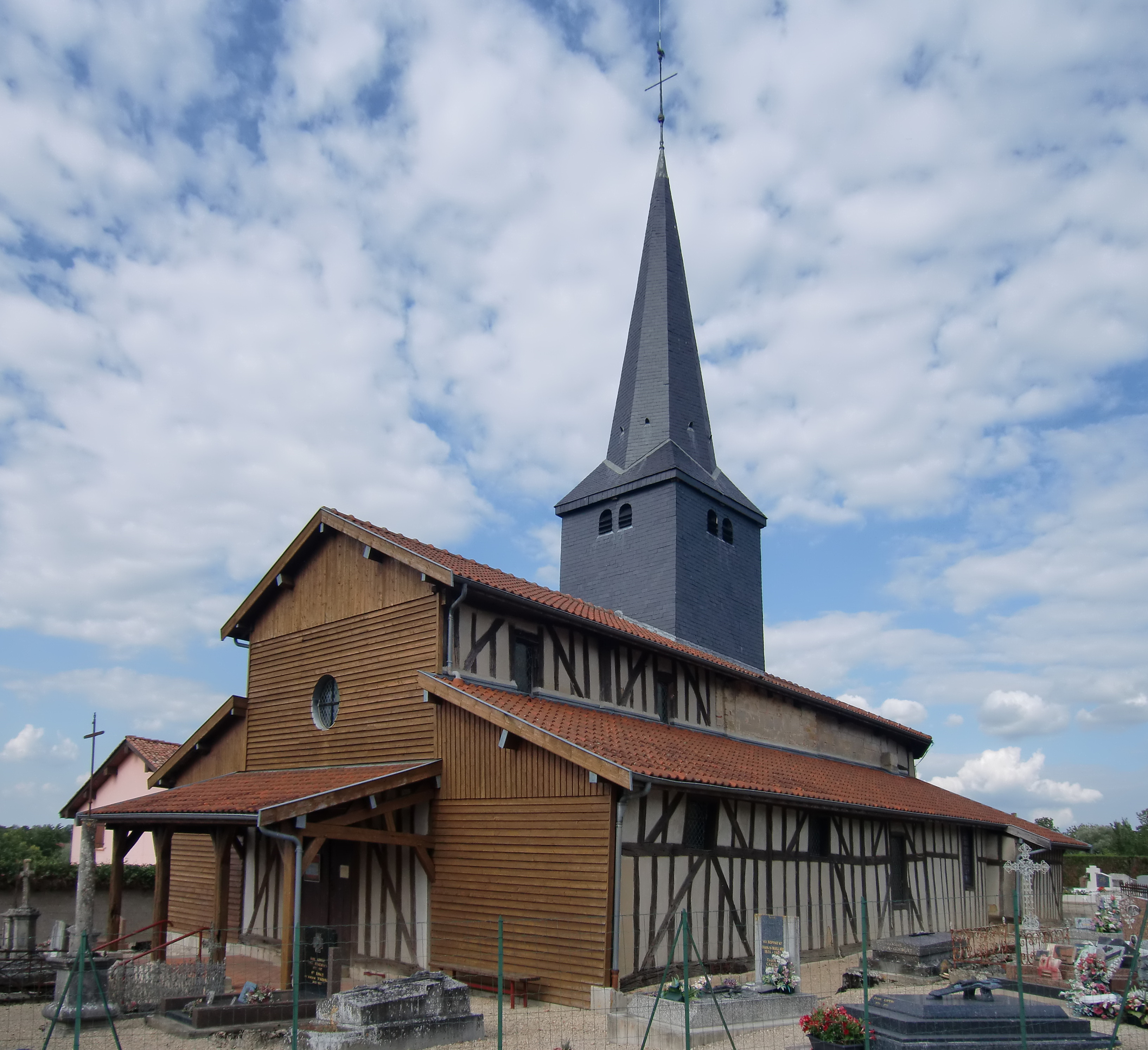
Arrigny
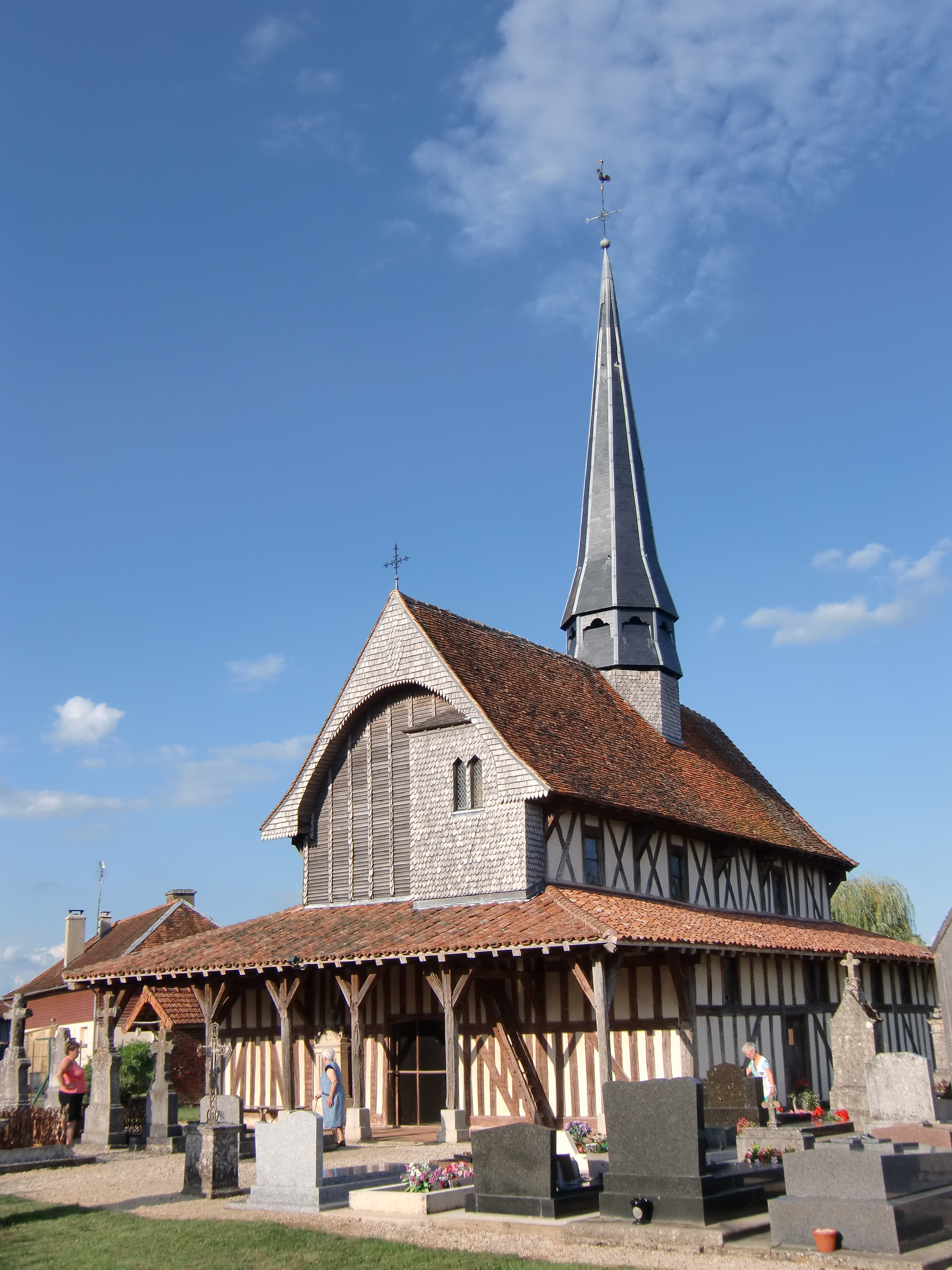
Bailly-le-Franc
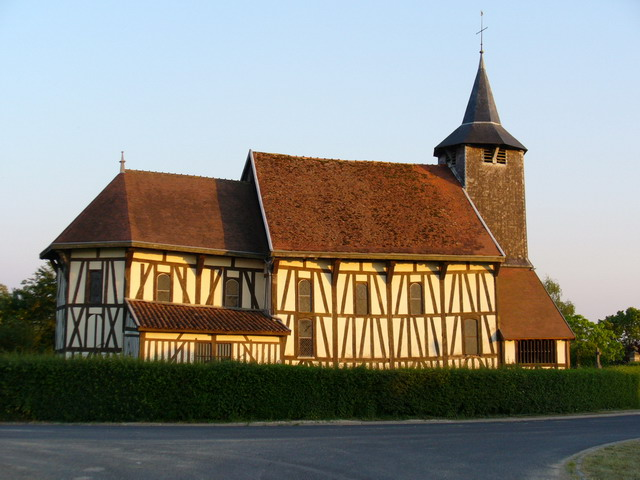
Châtillon-sur-Broué
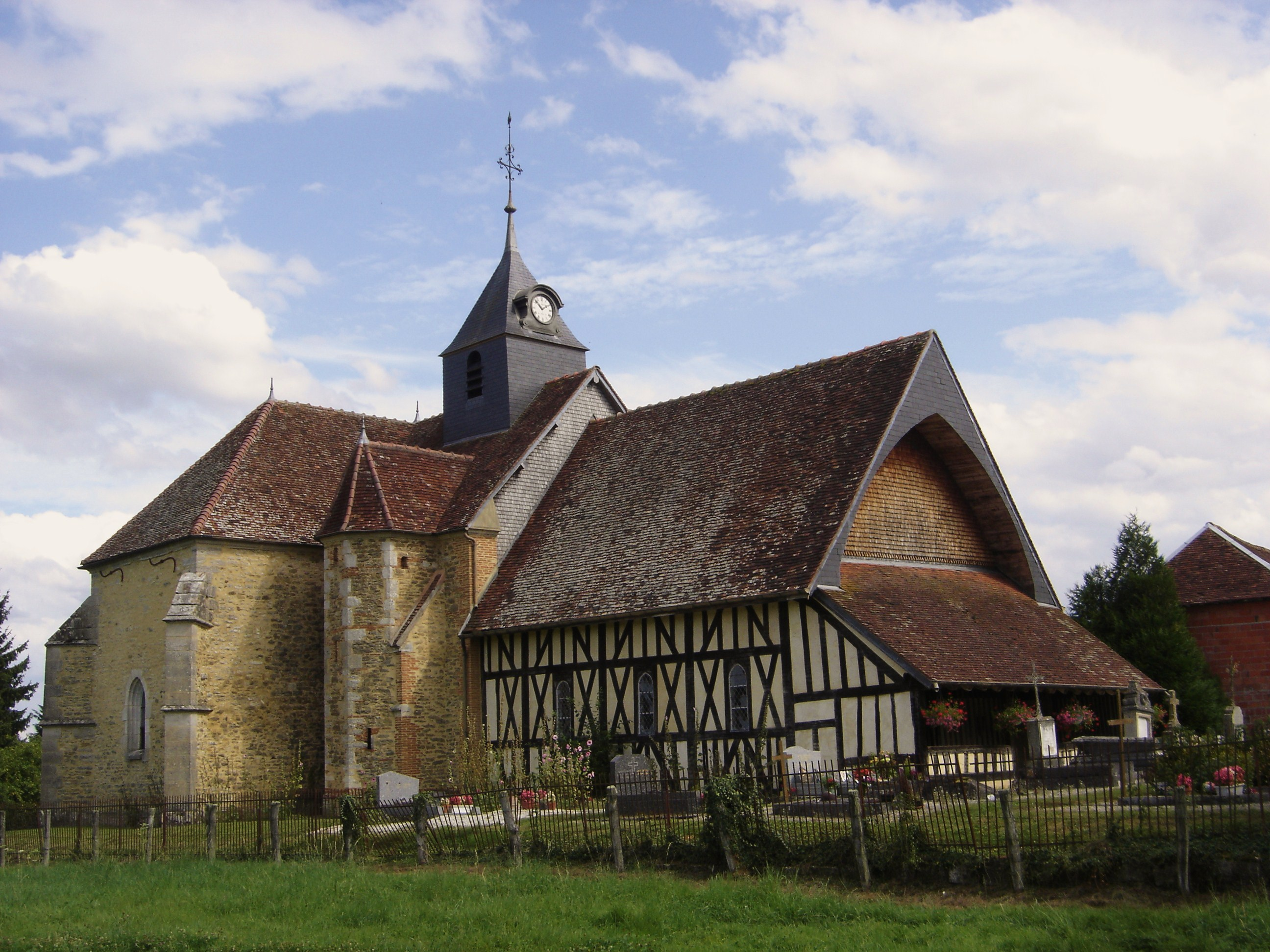
Chauffour-lès-Bailly
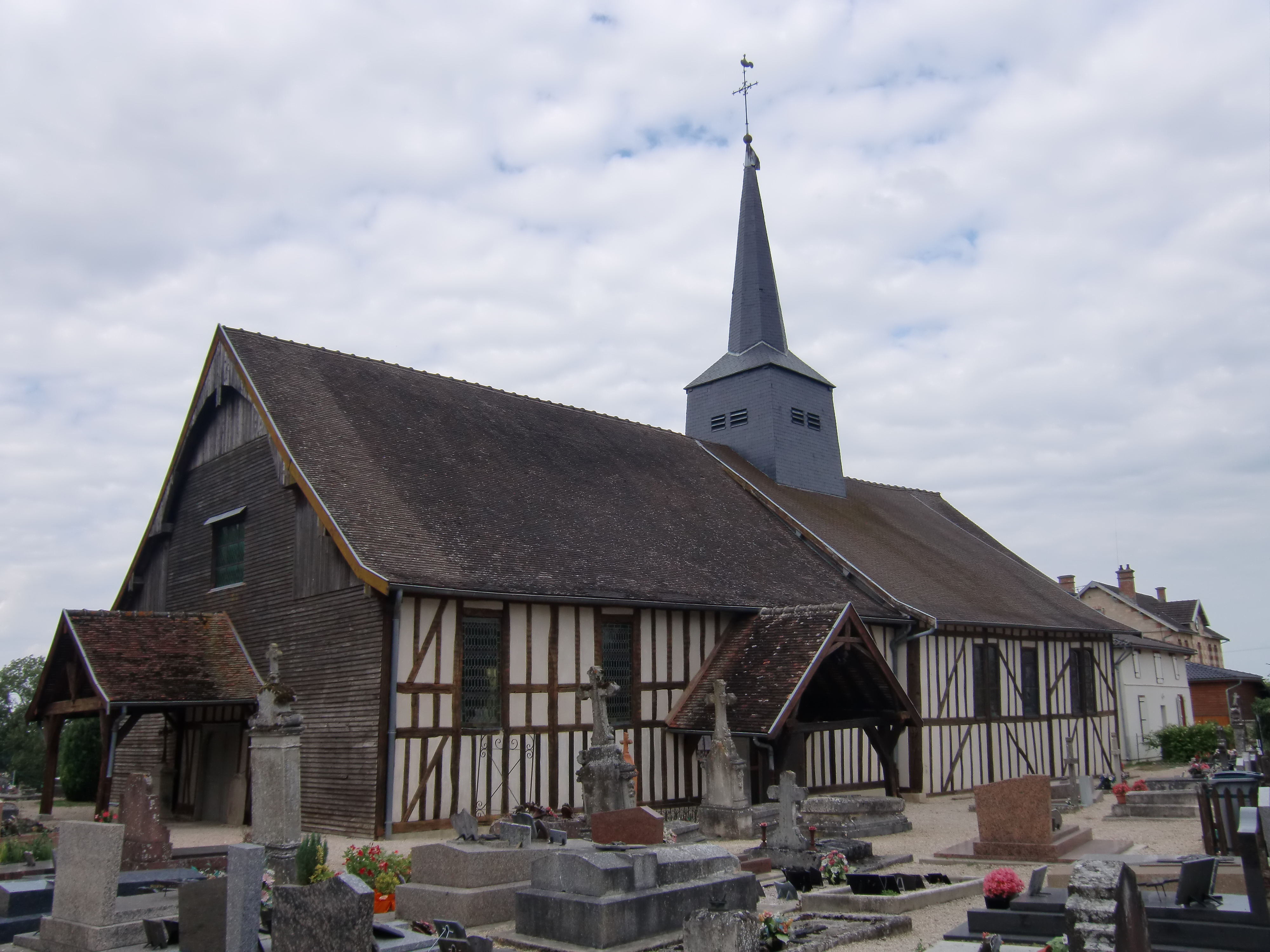
Drosnay
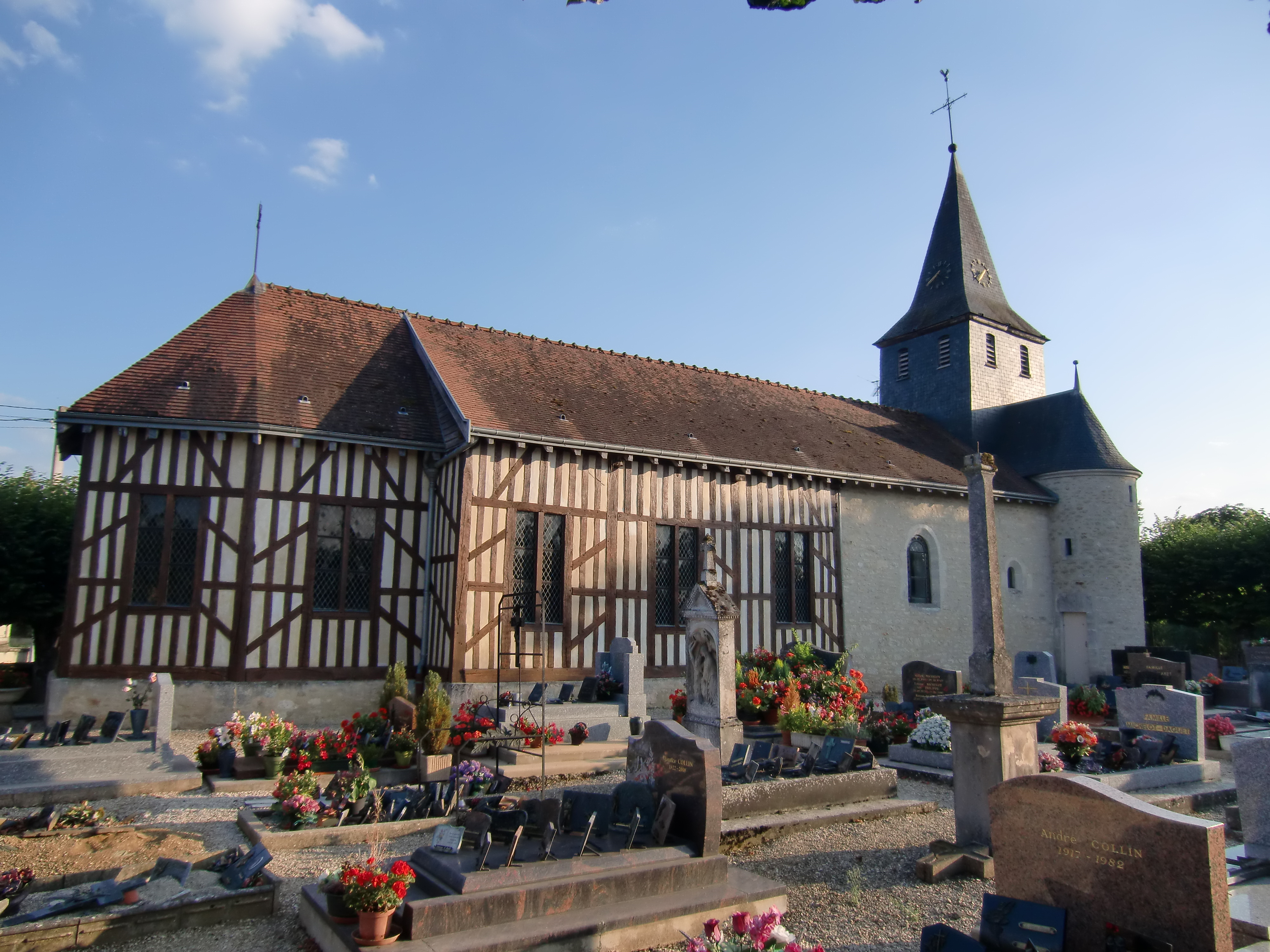
Juzanvigny
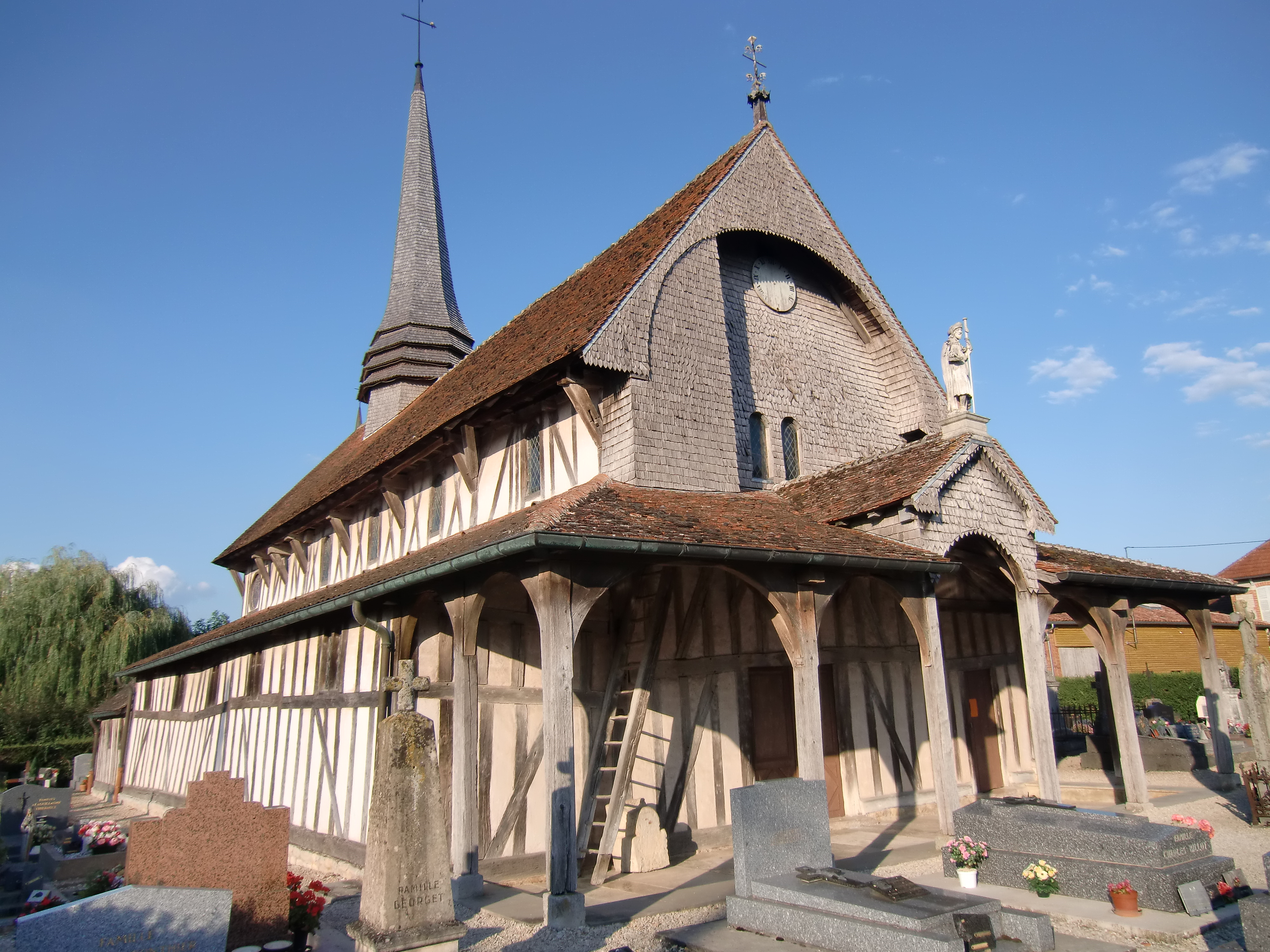
Lentilles
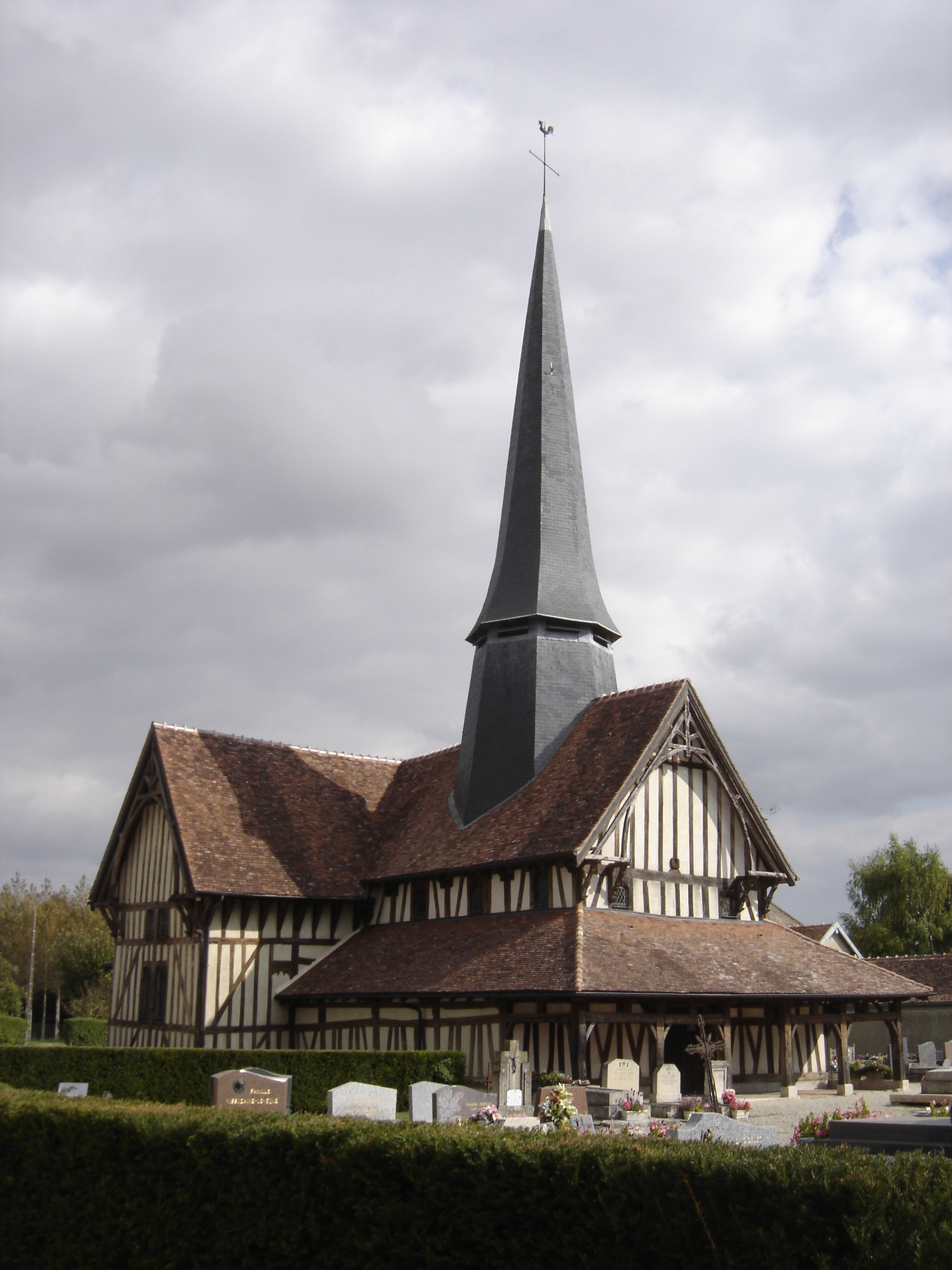
Longsols
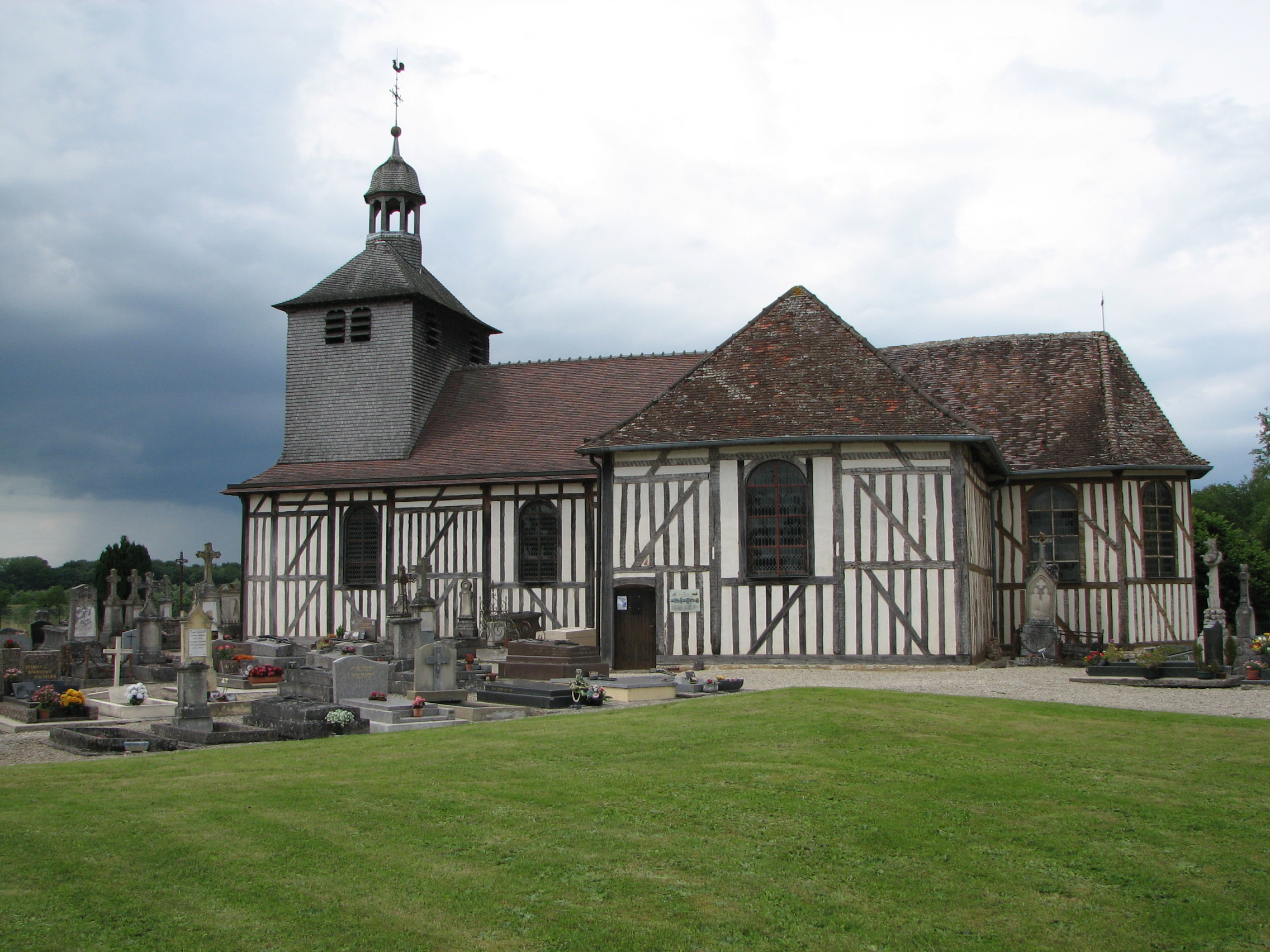
Mathaux
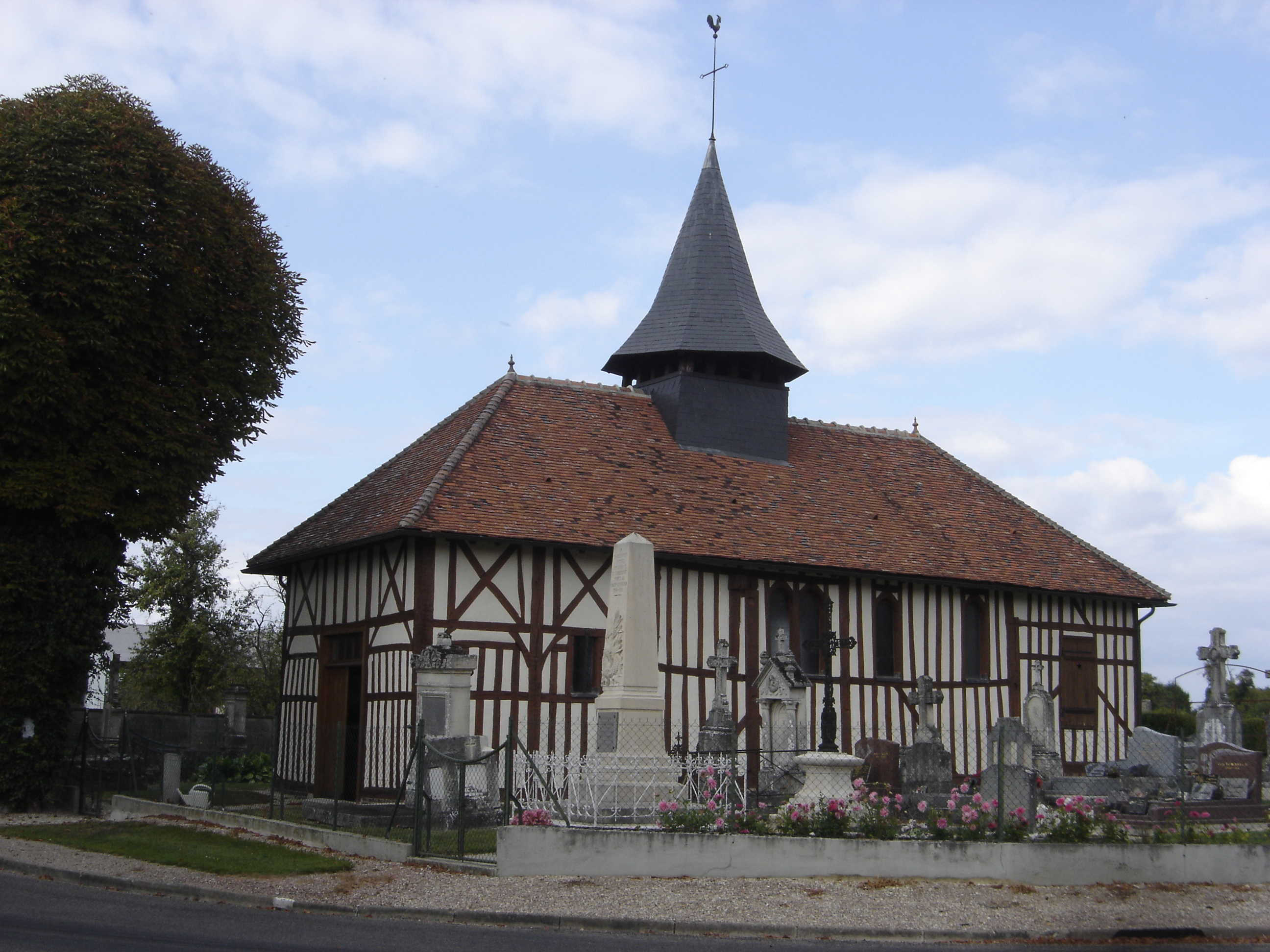
Morembert
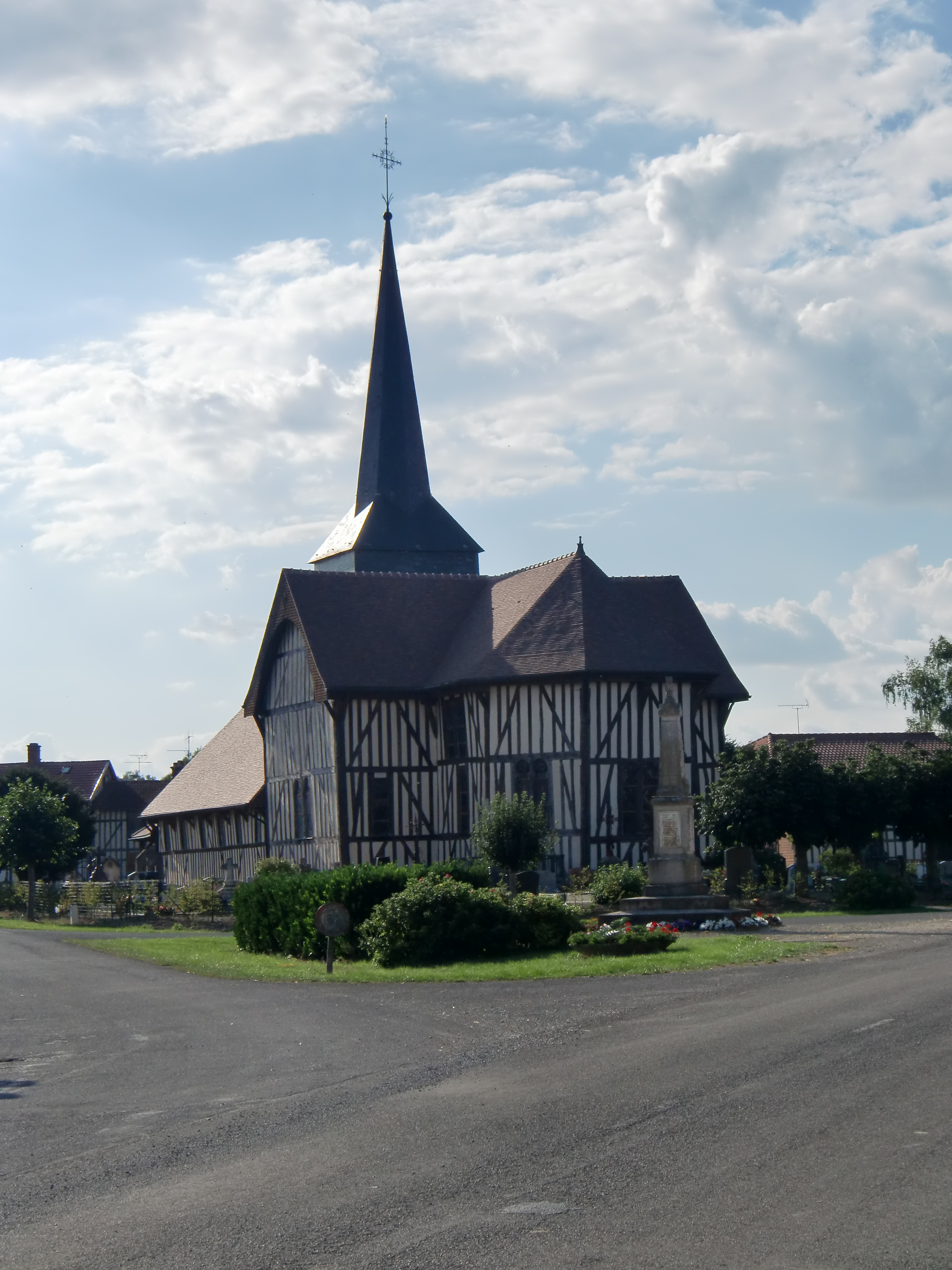
Outines
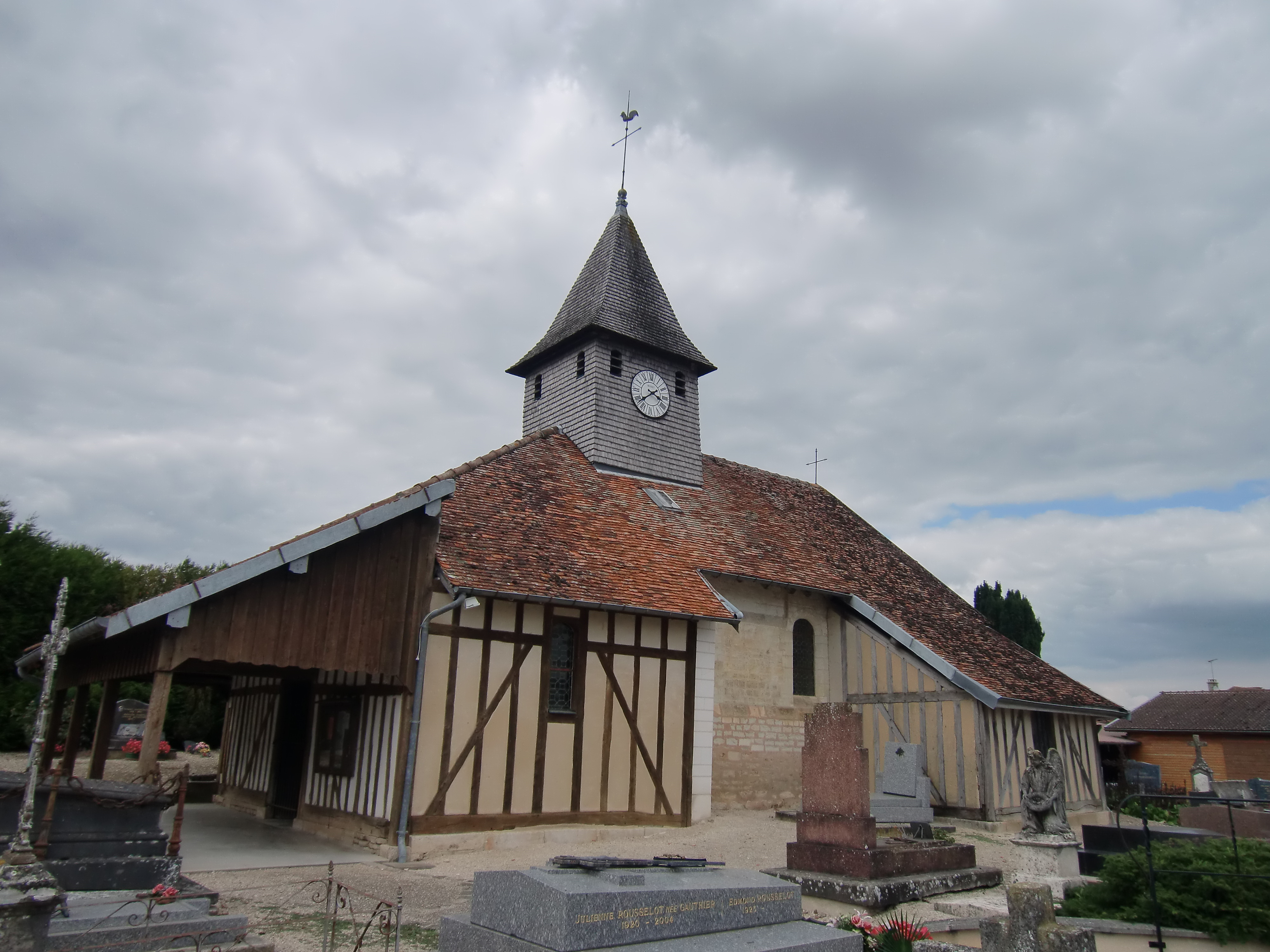
Pars-lès-Chavanges
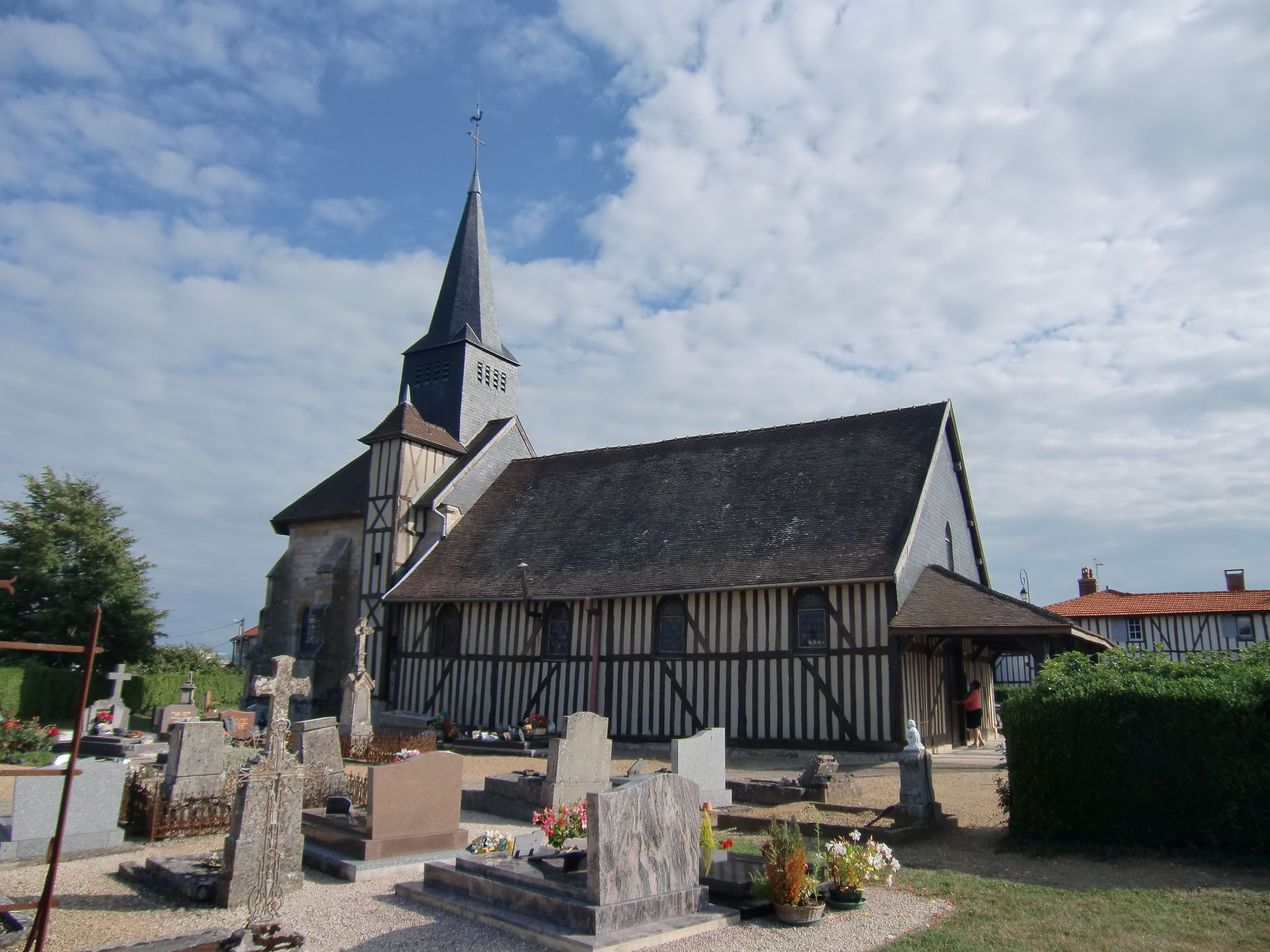
Sainte-Marie-du-Lac
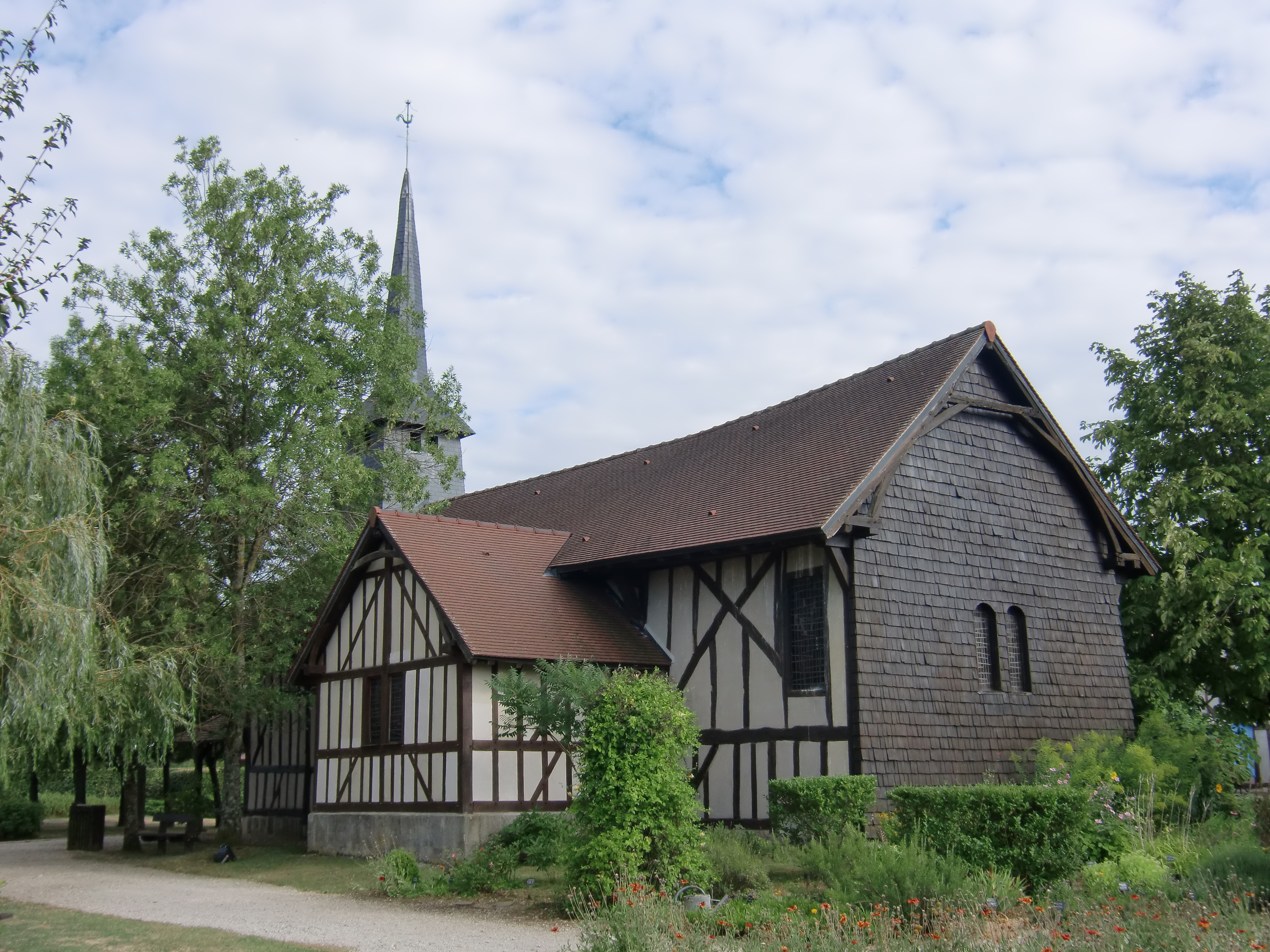
Nuisement
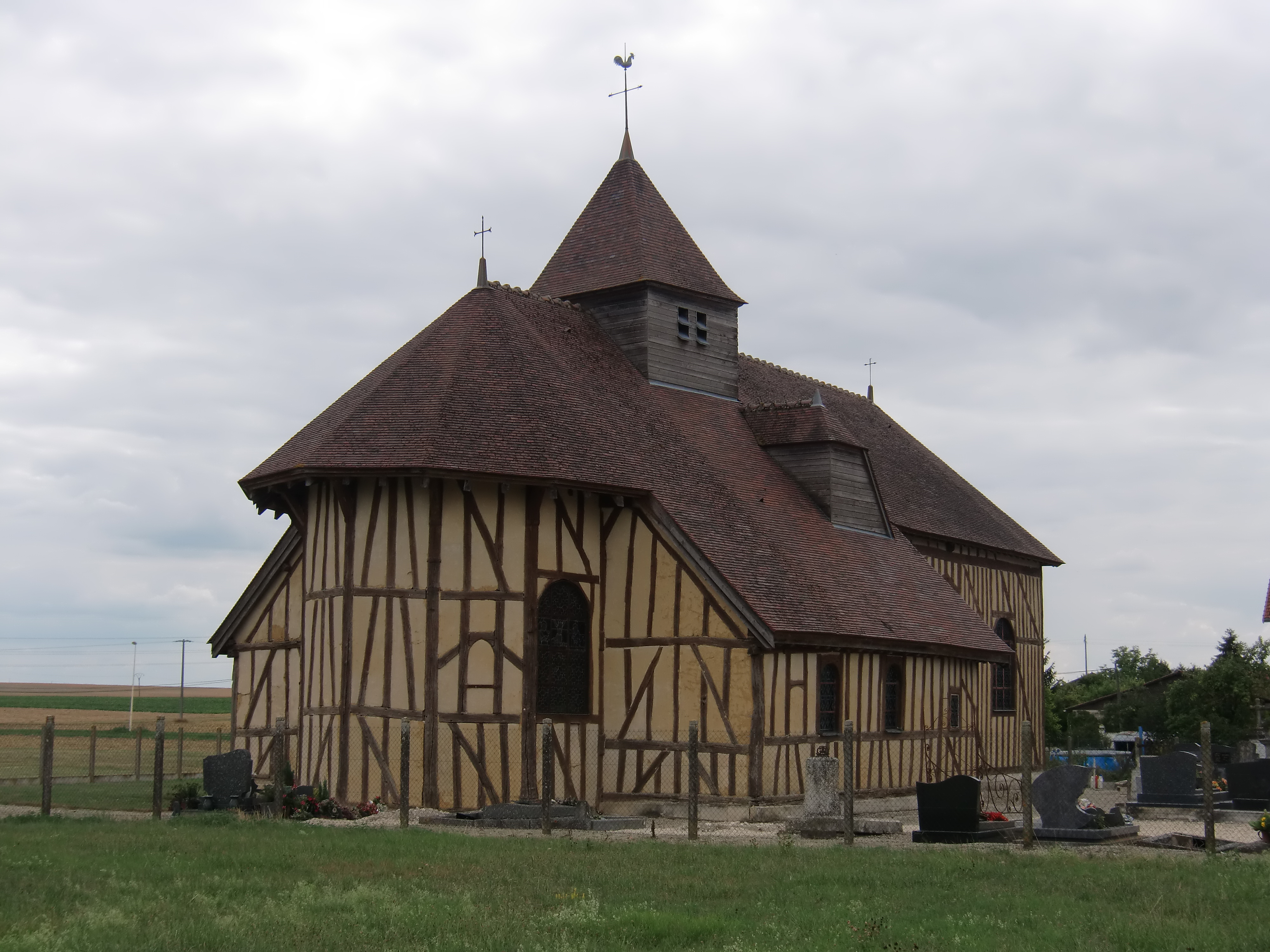
Saint-Léger-sous-Margerie
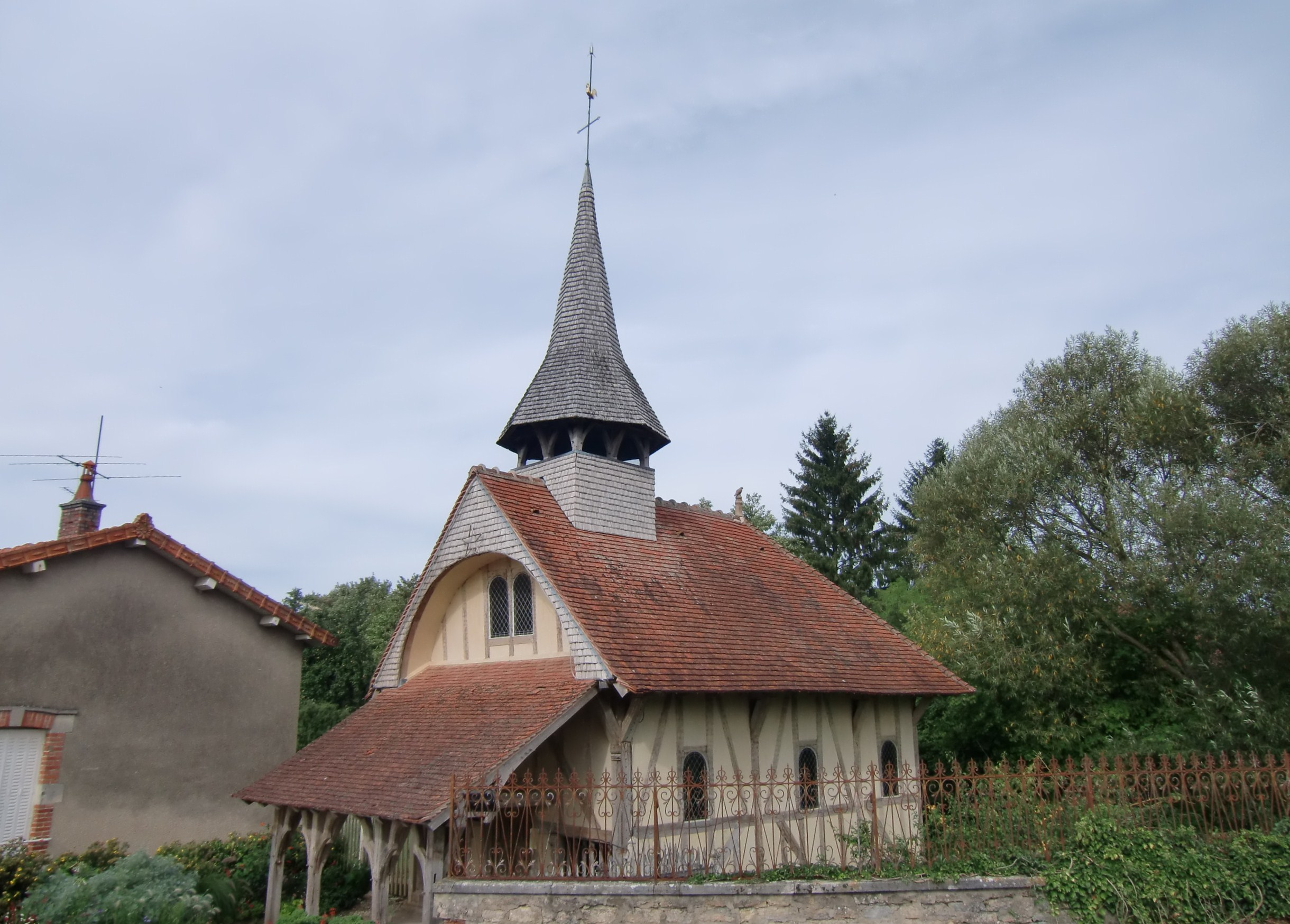
Soulaines-Dhuys